# Alessandro Tadino

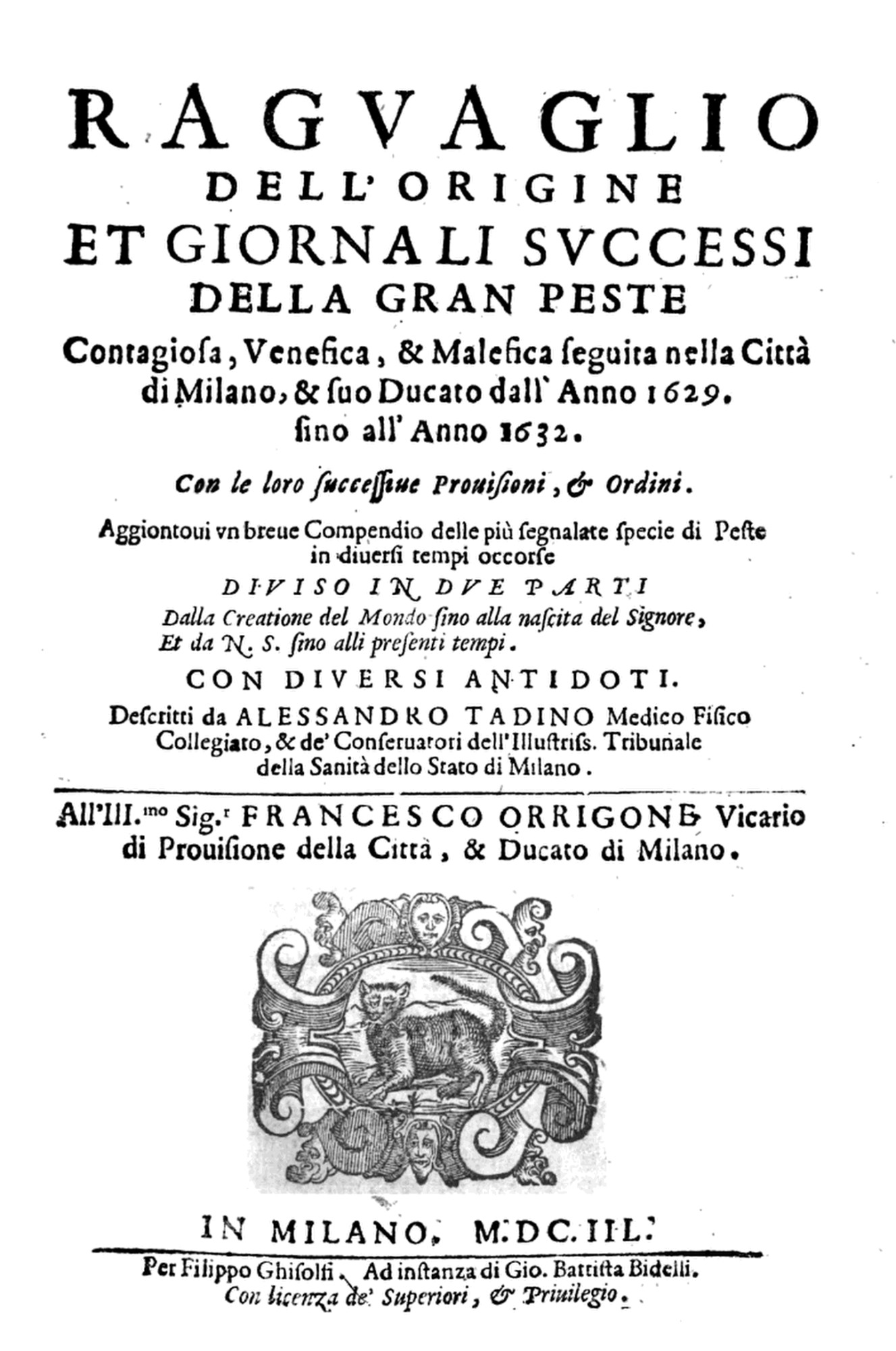
Raguaglio, Titelblatt von 1648

Alessandro Tadino (* 1580 in Mailand; † 16. November 1661 ebenda) war ein italienischer Mediziner. Besondere Verdienste errang er bei der Pestbekämpfung in seiner Heimatregion sowie der Veröffentlichung des von Gaspare Aselli entdeckten Lymphsystems beim Menschen.

## Leben und Werk
Alessandro entstammt nach eigenen Angaben einer wohlhabenden und adeligen Familie. Seine Eltern waren Giangiacomo und Isabella, geborene Monti. 1603 wurde er an die Physikalische Universität in Mailand aufgenommen.
Bekanntheit erlangte Tadino auch durch seine Zusammenarbeit mit Ludovico Settala. Für seine Verdienste während der Pestepidemien um 1576 und 1629 in Mailand wurde er von Alessandro Manzoni in  seinem Werk I promessi sposisagte  erwähnt. Zusammen mit Ludovico Settala gilt er als einer der Ersten, die diese „seltsame Krankheit“, die sich in der Region Lecco ausbreitete, als Pest titulierte. Als Mitglied des Senats sagte er vor dem Gesundheitsgericht zur Zeit der Renzo-und-Lucia-Affäre über deren Glaubwürdigkeit aus.
Rezeptionen seines Werkes widerspiegeln sich in Abhandlungen von Alessandro Manzoni.